# Vegetación
| Desierto helado y polar Tundra Taiga Bosque templado caduco Estepa templada Selva subtropical | Vegetación mediterránea Bosque monzónico Desierto árido Arbustiva xerofítica Estepa seca Desierto semiárido | Sabana herbácea Sabana arbolada Bosque seco subtropical Selva tropical Tundra alpina Bosque montano |

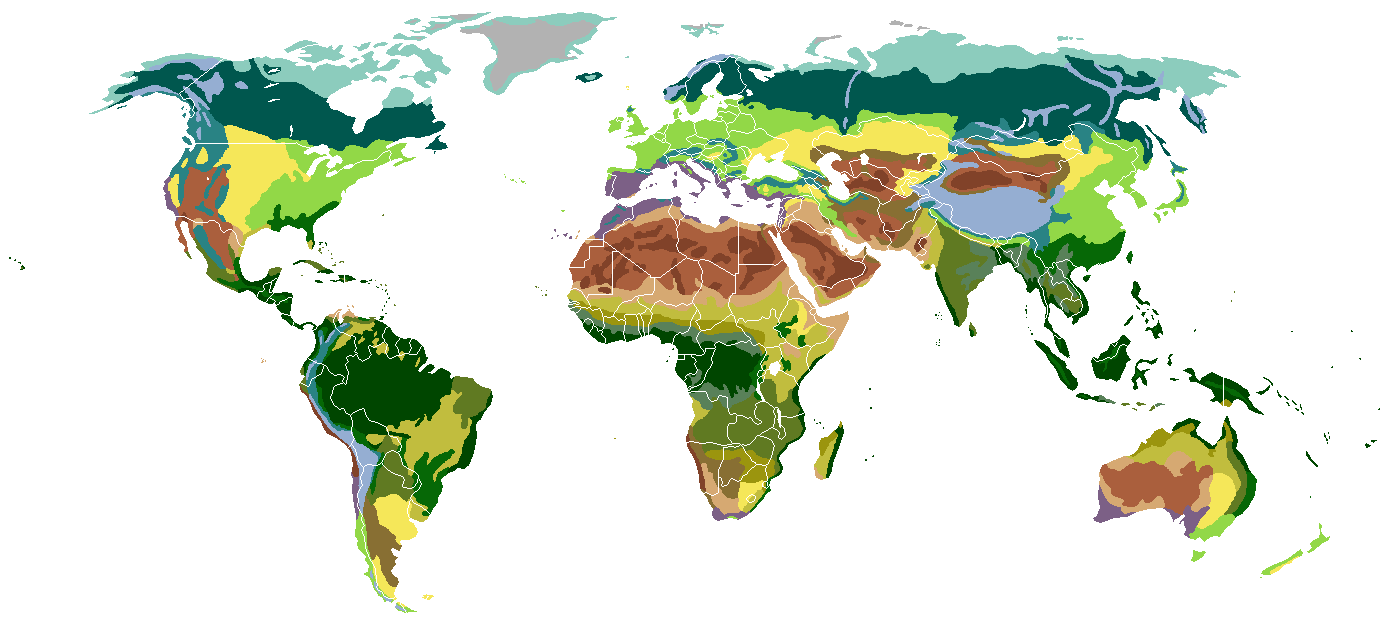
Biomas clasificados por vegetación

La vegetación es la cobertura de plantas (flora) salvajes o cultivadas que crecen espontáneamente en un área geográfica, sea en una superficie de suelo o en un medio acuático. Hablo también de  cubierta vegetal. Su distribución en la Tierra es depende de los factores climáticos y de los suelos que tiene tanta importancia que inclusive se llega a catalogar a los climas según el tipo de vegetación que crece en la zona donde ellos dominan. Por eso se habla de un clima de selva, de un clima de sabana, de un clima de taiga, entre climas lluviosos, etc.
«Vegetación» es un término general, sin referencia específica a un taxón particular, formas de vida, estructura, extensión u otras características botánica o geográfica específicas. Es más amplio que «flora» que se refiere exclusivamente a la composición de especies. Quizás el sinónimo más cercano es la comunidad de plantas, pero la vegetación, puede y suele hacer referencia a una gama de escalas espaciales más amplias que flora (incluyendo las escalas tan grandes como la global). Así, el término vegetación abarca desde bosques de secuoyas primitivos, a manglares costeros, corteza desértica, hierbas salvajes hasta campos de trigo o jardines y céspedes. 
Se debe tener en cuenta que "vegetación" se refiere a cualquier taxón del reino Plantae mientras que la cobertura (cubierta) vegetal se refiere a toda la vegetación que se desarrolla sobre un área geográfica (o política) a distintas escalas. 
La cobertura vegetal puede ser natural (procesos ecológicos endógenos) o "inducida" mediante la habilitación de cultivos o manejo de bosques y ecosistemas por la acción humana (Geoinstitutos, 2017).
La vegetación, junto a los hongos, con los cuales se asocia, desempeña un papel superior de producción y de protección de los suelos y del humus, el ciclo del carbono y de la producción de oxígeno. Ciertas plantas pueden ser bioindicadoras.

### Clasificación
- Vegetación terrestre de los Estados Unidos Volumen I - Sistema nacional de clasificación de vegetación: desarrollo, estado y aplicaciones Archivado el 22 de noviembre de 2008 en Wayback Machine. (PDF) (en inglés)
- Subcomité de Vegetación del Comité Federal de Datos Geográficos (en inglés)
- Norma de Clasificación de Vegetación [FGDC-STD-005, June 1997] (PDF) (en inglés)
- Clasificación de la condición de la vegetación: estados y transiciones de los activos de la vegetación (VAST) (en inglés)

### Relacionado con los mapas
- Mapa mundial interactivo de vegetación de Howstuffworks (en inglés)
- USGS - Programa de mapeo de vegetación NPS (en inglés)
- Lista de verificación de mapas de distribución de plantas y vegetación online (en inglés)
- Centro de procesamiento y archivo de imágenes VEGETATION en VITO (en inglés)
- Página web del programa Spot-VEGETATION (en inglés)

### Diagramas climáticos
- Explicación de los diagramas climáticos Archivado el 28 de septiembre de 2018 en Wayback Machine. (en inglés)
- ClimateDiagrams.com Proporciona diagramas climáticos para más de 3000 estaciones meteorológicas y para diferentes períodos climáticos de todo el mundo. Los usuarios también pueden crear sus propios diagramas con sus propios datos. (en inglés)
- Diagramas climáticos mundiales de la WBCS Archivado el 21 de octubre de 2018 en Wayback Machine. (en inglés)

- Esta obra contiene una traducción  derivada de «Vegetation» de Wikipedia en inglés, concretamente de esta versión del 5 de septiembre de 2023, publicada por sus editores bajo la Licencia de documentación libre de GNU y la Licencia Creative Commons Atribución-CompartirIgual 4.0 Internacional.

- Datos: Q187997